# Ліва молодь (Китай)
Ліва молодь (кит.: 左翼青年; піньїнь: Zuǒyì Qīngnián), — молодіжна спільнота в Китайській Народній Республіці. Громада відома своєю діяльністю в Ясицькому інциденті в 2018 році.

## Огляд
Ліва молодь Китаю — це переважно молоді студенти коледжу, які народилися в 1990-х роках, і вони становлять дуже незначну меншість серед китайських студентів коледжів. Ці студенти зазвичай організовуються під назвою читацьких клубів і студентських товариств, які існують у великих університетах, з різними розмірами та назвами. До таких студентських асоціацій належать Марксистське товариство Пекінського університету, Асоціація розвитку цивільних громадян нового світла Китайського університету Реньмінь і Нове нове молодіжне товариство Пекінського університету мови та культури.
Спільним для цих студентських організацій є те, що вони виступають проти марксизму як офіційної ідеології Китаю та виступають за марксизм «бунтівної революції». Через те, що їхні члени підтримували робітничий рух Shenzhen Jasic у 2018 році, ці ліві асоціації пізніше були очищені китайською комуністичною владою.